# Liste der Baudenkmale in Blesewitz
In der Liste der Baudenkmale in Blesewitz sind alle denkmalgeschützten Bauten der Gemeinde Blesewitz (Mecklenburg-Vorpommern) und ihrer Ortsteile aufgelistet. Grundlage ist die Veröffentlichung der Denkmalliste des Landkreises Ostvorpommern mit dem Stand vom 30. Dezember 1996. 

## Baudenkmale nach Ortsteilen

### Blesewitz
| ID | Lage    | Bezeichnung | Beschreibung | Bild |
| -- | ------- | --- | --- | --- |
|    | (Karte) | Friedhof, Umfassungsmauer mit Toranlage und historische Grabzeichen | | |
|    | (Karte) | Gutsanlage mit Gutshaus, rechter und linker Stallspeicher, Pferdestall, Schnitterkaserne (Nr. 60/61), Steingartenanlage, Wegführung mit Pflasterung und Baumbestand (Kastanien und Linden) und Maueranlage | Zweigeschossige Putzbauten mit Satteldächern vom 18. Jahrhundert mit zwei späteren Seitenflügel; Lehnsgutsbesitzer: seit dem 14. Jh. bis 1751 Familie von Lüskow, ab 1791 Andreas Kretschmer, ab 1824 Familie Kolbe, ab 1945 Wohnhaus, Gaststätte und Kulturhaus, aktuell: Leerstand. | Gutsanlage mit Gutshaus, rechter und linker Stallspeicher, Pferdestall, Schnitterkaserne (Nr. 60/61), Steingartenanlage, Wegführung mit Pflasterung und Baumbestand (Kastanien und Linden) und Maueranlage |
|    | (Karte) | Kirche | gotische Kirche Blesewitz; eingezogener, Chor vom 14. Jahrhundert; tonnengewölbtem Langhaus vom 15. Jahrhundert, beide getrennt durch den Triumphbogen; Westturm aus Holzfachwerk; Altaraufsatz von um 1700.                                                                          | Kirche |
|    |         | Nr. 50, ehem. Pfarrgehöft, Scheune | | |

## Quelle
- Bericht über die Erstellung der Denkmallisten sowie über die Verwaltungspraxis bei der Benachrichtigung der Eigentümer und Gemeinden sowie über die Handhabung von Änderungswünschen (Stand: Juni 1997; PDF, 934 kB)

- Karte mit allen Koordinaten:
- OSM |
- WikiMap